# Copa del Rey 1922
Die Copa del Rey 1922 war die 20. Austragung des spanischen Fußballpokals.
Der Wettbewerb startete am 12. März und endete mit dem Finale am 14. Mai 1922 im Estadio de Coia in Vigo. Titelverteidiger des Pokalwettbewerbes war Athletic Bilbao. Den Titel gewann der FC Barcelona durch einen 5:1-Erfolg im Finale gegen Real Unión.

## Teilnehmer
| Regionalbewerb         | Meister                |
| ---------------------- | ---------------------- |
| Andalusien             | FC Sevilla             |
| Asturien               | Sporting Gijón         |
| Bizkaia                | Arenas Club            |
| Galicien               | Real Club Fortuna Vigo |
| Gipuzkoa               | Real Unión             |
| Campionat de Catalunya | FC Barcelona           |
| Levante                | España FC              |
| Campeonato Centro      | Real Madrid            |

Konnten die im Viertel- bzw. Halbfinale aufeinandertreffenden Mannschaften jeweils eines der Spiele gewinnen, wurde nicht das Torverhältnis zur Bestimmung des Siegers herangezogen, sondern ein Entscheidungsspiel ausgetragen.

## Viertelfinale
Die Hinspiele wurden am 12. März, die Rückspiele am 19. März 1922 ausgetragen.
|                |  |                 | Hinspiel | Rückspiel |
| -------------- |  | --------------- | -------- | --------- |
| Arenas Club    |  | Real Madrid     | 4:0      | 2:5       |
| Real Unión     |  | RC Fortuna Vigo | 4:0      | 5:0       |
| FC Sevilla     |  | FC Barcelona    | 0:1      | 1:7       |
| Sporting Gijón |  | España FC       | 6:0      | 7:0       |

Entscheidungsspiele
Das erste Entscheidungsspiel wurde am 21. März ausgetragen und endete nach Verlängerung 1:1. Das zweite Spiel fand am Tag darauf statt und endete ebenfalls 1:1. Dabei verzichtete man auf Grund der anbrechenden Dunkelheit jedoch auf eine Verlängerung. Im dritten Spiel am 29. März wurde schließlich ein Sieger ermittelt. Sämtliche Partien wurden in Madrid ausgetragen.
|             | Ergebnis  |             |
| ----------- | --------- | ----------- |
| Real Madrid | 1:1 n. V. | Arenas Club |
| Real Madrid | 1:1       | Arenas Club |
| Real Madrid | 3:0       | Arenas Club |

## Halbfinale
Die Hinspiele wurden am 2. April, die Rückspiele am 9. April 1922 ausgetragen.
|                |  |              | Hinspiel | Rückspiel |
| -------------- |  | ------------ | -------- | --------- |
| Real Madrid    |  | Real Unión   | 2:1      | 1:4       |
| Sporting Gijón |  | FC Barcelona | 1:1      | 2:7       |

Entscheidungsspiel
Das Spiel wurde am 11. April in San Sebastián auf neutralem Boden ausgetragen.
|             | Ergebnis |            |
| ----------- | -------- | ---------- |
| Real Madrid | 0:4      | Real Unión |

## Finale
| FC Barcelona                                        | FC Barcelona | Real Unión | Real Unión |
| --------------------------------------------------- | --- | --- | ---------- |
| FC Barcelona                                        | \| Endspiel \| \| 14. Mai 1922 um 16:30 Uhr in Vigo (Estadio de Coia) \| \| Ergebnis: 5:1 (3:1) \| \| Zuschauer: 12.000 \| \| Schiedsrichter: Thomas Balvay ( Frankreich) \| \| Spielbericht \|                                    | \| Endspiel \| \| 14. Mai 1922 um 16:30 Uhr in Vigo (Estadio de Coia) \| \| Ergebnis: 5:1 (3:1) \| \| Zuschauer: 12.000 \| \| Schiedsrichter: Thomas Balvay ( Frankreich) \| \| Spielbericht \| | Real Unión |
| FC Barcelona                                        | Ricardo Zamora – Josep Planas, Salvador Martínez Surroca – Ramón Torralba, Agustín Sancho, Josep Samitier – Vicenç Piera, Vicente Martínez, Clemente Gracia, Paulino Alcántara , Sagi-Barba Cheftrainer: Jack Greenwell ( England) | Domingo Muguruza – Ignacio Berges, Román Emery – Francisco Gamborena, René Petit, Ramón Eguiazábal – José Echeveste, José Luis Zabala, Patricio, Ramón Azurza, Elías Acosta Cheftrainer: –      | Real Unión |
| FC Barcelona                                        | 1:0 Torralba (22.) 2:1 Samitier (1. H.) 3:1 Alcántara (1. H.) 4:1 Gracia (85.) 5:1 Alcántara (90.) | 1:1 Patricio (30.) | Real Unión |
| Endspiel                                            | | |            |
| 14. Mai 1922 um 16:30 Uhr in Vigo (Estadio de Coia) | | |            |
| Ergebnis: 5:1 (3:1)                                 | | |            |
| Zuschauer: 12.000                                   | | |            |
| Schiedsrichter: Thomas Balvay ( Frankreich)         | | |            |
| Spielbericht                                        | | |            |

Mit diesem eindeutigen 5:1-Sieg über Real Unión gewann der FC Barcelona seine fünfte Copa del Rey und zog somit in Sachen Titeln mit dem damaligen Vize-Rekordsieger Real Madrid gleich.

## Siegermannschaft
(in Klammern sind die Spiele und Tore angegeben)
| 1.                      | FC Barcelona |
| ----------------------- | --- |
| Wappen des FC Barcelona | - Tor: Ricardo Zamora (5/-) - Abwehr: Salvador Martínez Surroca (5/-), Josep Planas (5/3) - Mittelfeld: Cella 1 (3/-), Josep Samitier (5/2), Agustín Sancho (3/-), Ramón Torralba (5/1) - Sturm: Paulino Alcántara (3/8), Clemente Gracia (5/5), Homs (1/-), Vicente Martínez (5/-), Martínez Sagi (1/-), Vicenç Piera (3/1), Sagi-Barba (5/1), Francesc Vinyals (1/-) - Trainer: Jack Greenwell |

## Torschützen
| Pl. | Nat.      | Spieler           | Verein         | Tore |
| --- | --------- | ----------------- | -------------- | ---- |
| 1   | Filippino | Paulino Alcántara | FC Barcelona   | 8    |
| 1   | Spanier   | Juanito Monjardín | Real Madrid    | 8    |
| 3   | Spanier   | Clemente Gracia   | FC Barcelona   | 5    |
| 4   | Spanier   | Ramón Azurza      | Real Unión     | 4    |
| 4   | Spanier   | Patricio          | Real Unión     | 4    |
| 4   | Spanier   | José Luis Zabala  | Real Unión     | 4    |
| 7   | Spanier   | Arcadio           | Sporting Gijón | 3    |
| 7   | Spanier   | Bango             | Sporting Gijón | 3    |
| 7   | Spanier   | Josep Planas      | FC Barcelona   | 3    |
| 10  | Spanier   | De Miguel         | Real Madrid    | 2    |
| 10  | Spanier   | Perico Escobal    | Real Madrid    | 2    |
| 10  | Spanier   | Palacios          | Sporting Gijón | 2    |
| 10  | Franzose  | René Petit        | Real Unión     | 2    |

| Pl. | Nat.    | Spieler        | Verein         | Tore |
| --- | ------- | -------------- | -------------- | ---- |
| 10  | Spanier | Josep Samitier | FC Barcelona   | 2    |
| 10  | Spanier | Zubiaga        | Arenas Club    | 2    |
| 16  | Spanier | Pedro Barturen | Arenas Club    | 1    |
| 16  | Spanier | Bolodas        | Sporting Gijón | 1    |
| 16  | Spanier | González       | Real Madrid    | 1    |
| 16  | Spanier | Menea          | Sporting Gijón | 1    |
| 16  | Spanier | Vicenç Piera   | FC Barcelona   | 1    |
| 16  | Spanier | Robus          | Arenas Club    | 1    |
| 16  | Spanier | Sagi-Barba     | FC Barcelona   | 1    |
| 16  | Spanier | Spencer        | FC Sevilla     | 1    |
| 16  | Spanier | Ramón Torralba | FC Barcelona   | 1    |
| 16  | Spanier | Pedro Vallana  | Arenas Club    | 1    |
| 16  | Spanier | Zabalza        | Arenas Club    | 1    |

Bei zwei Toren ist der Torschütze unbekannt. Hinzu kommt, dass zu dem 0:5 zwischen Fortuna Vigo und Real Unión und dem 6:0 zwischen Sporting Gijón und España FC Daten fehlen.